# Björneborg (Zweden)
Björneborg is een plaats in de gemeente Kristinehamn in het landschap Värmland en de provincie Värmlands län in Zweden. De plaats heeft 1195 inwoners (2005) en een oppervlakte van 159 hectare. De plaats ligt circa 12 kilometer ten zuidoosten van de stad Kristinehamn.